# امیرسام بهادر
امیرسام بهادر (1364 تهران) نویسنده، مدرس دانشگاه و برنامه نویس ایرانی است. او بینان گذار مدرسه جاوا ایران، همچنین مدرس جاوا، اوراکل و هوش مصنوعی در دانشگاه های تهران، صنعتی شریف و خواجه نصیر الدین طوسی بوده است.

## فعالیت ها
او در زمینه برنامه‌نویسی و هوش مصنوعی فعالیت می‌کند و یکی از شاخص‌ترین مدرسان دوره‌های جاوا در ایران با موضوعات امنیت نرم افزار و هوش مصنوعی است.

## کتاب ها

### تألیف
- مفاهیم بنیادی کار با تکنولوژی های جاوا[۱]
- پایگاه داده های اوراکل[۲]
- چری فریم‌ورک: ابزار قدرتمند ملی جهت توسعه مگا سامانه‌های مبتنی بر جاوا[۳]

## مصاحبه ها و سمینار ها
- بیست و دومین کنفرانس ملی سالانه‌ی انجمن کامپیوتر ایران[۴]
- شبکه چهار صدا و سیما برنامه باز هم زندگی (مستند زندگی امیرسام بهادر)
- شبکه سه صدا و سیما برنامه کوله پشتی
- شبکه یک صدا و سیما برنامه ما و ما
- نشریه پرسمان[۵]
- دبیر و سخنران کنفرانس جامعه جاوا و اوراکل ایران

## فعالیت های دانشگاهی
- طراح پودمان برنامه نویسی JavaEE، دانشگاه علمی - کاربردی